# Xã Adams, Quận Houghton, Michigan
Xã Adams (tiếng Anh: Adams Township) là một xã thuộc quận Houghton, tiểu bang Michigan, Hoa Kỳ. Năm 2010, dân số của xã này là 2.573 người.